# Григорије V Цариградски
Патријарх Григорије V ( грч. Γρηγοριος Ε΄, 1745. или 1746. године - 22. април 1821, Цариград, Отоманско царство) - цариградски патријарх (1797 -1798, 1806-1808, 1818-1821).
Иако патријарх није подржао грчки револуционарни покрет против Османског царства, током грчког устанка за независност на Ускрс био је свргнут и обешен од стране Турака на капији патријаршије. Канонизован као свети мученик (10. април по јулијанском календару), популарно назван Етномартирас (грч. Εθνομαρτυρας, што дословно значи „мученик нације“).

## Биографија
Рођен 1745. или 1746. године у Димитсану на Пелопонезу у сиромашној породици. Почетно образовање стекао је у домовини под руководством двојице јеромонаха, а касније је наставио студије у Атини код чувеног учитеља Димитрија Воде.
Године 1767. преселио се у Смирну, где је његов стриц јеромонах Мелетије био еклисијарх цркве Св. ГеоргIJA. Похађао чувену Смирну евангелистичку школу. После неког времена преселио се на острва Строфад (у Егејском мору), где је замонашен у једном од манастира. Касније је живео на острву Патмос у манастиру Св. Јована Богослова, где је био ученик чувеног дидаскала Данила Керамевса у богословској школи коју је основао. Са Патмоса се преселио у Смирну на позив митрополита Прокопија, који га је поставио за архиђакона и протосинђела.
Превод разговора Јована Златоустог на савремени грчки донео му је научну славу (1785). 1785-1797 изабран је за митрополита смирнског.
Уздигнут на цариградски патријаршијски трон први пут 1797. године, био је принуђен да га два пута напусти и трећи пут заузео 1818. године. Много је бринуо о образовању свештенства; објавио неколико превода дела светог Василија Великог и Аристотеловог дела о врлинама и пороцима.
Пре него што је по трећи пут ступио на престо, током боравка на Атосу, био је позван да се придружи тајном друштву „Филики Етериа“, које је припремало грчки устанак против османске окупације; Григорије је то одбио, наводећи немогућност полагања заклетве на безусловну послушност вођама њему непознате тајне организације.
Крајем 1820. руски посланик му је саветовао да напусти Цариград, али је патријарх то одбио. Крајем фебруара (по грегоријанском календару) 1821. године, када су Александар Ипсиланти и хетеристи прешли реку Прут, намеравајући да подигну устанак у Молдавији и Влашкој, патријарх Григорије је изопштио све устанике из Цркве да би спасао Грке у Османском царству од репресалија, што је ипак уследило касније, када је у Мореји 25. марта (6. априла) 1821. почео устанак.
Првог дана Васкрса, 10. (22.) априла 1821. године, Григорије је свргнут, а на његово место је уздигнут Евгениј Писидијски. Када се новоизабрани са ферманом вратио из Високе порте у Патријаршију, тело Григорија у пуном одежди већ је висило на порти Патријаршије.
Тело стрељаног патријарха висило је на капији патријаршије три дана. Због османских репресија у Фанару, Грци се нису усудили да га откупе од крвника. По једној верзији, четвртог дана су цариградски Јевреји купили тело патријарха за 800 пијастара и, везавши му за ноге камење, после злостављања бацили у море, по другој, сами Турци су бацили тело патријарха у море после исмевања већ беживотног тела. 16. априла исте године тело су пронашли грчки морнари на броду под руском заставом „Свети Никола“ и одвезли га у Одесу, где су Грци, који су стигли на позив градоначелника Одесе, грофа Александра Ланжерона, идентификовао посмртне остатке покојног патријарха; Сахрану је извршио архиепископ кишињевски Димитри (Сулима). Због гласина о скрнављењу тела Григорија од стране Јевреја, у Одеси се догодио први јеврејски погром у Руској империји, чији је основни узрок надметање грчких и јеврејских трговаца.
Остаци моштију светитеља су почивали у Тројичкој грчкој цркви у Одеси до 1871. године, када су пренети у Атину.
1921. године званично је канонизован од стране Грчке православне цркве. Од 2000. године његово име је уврштено у календар Московске патријаршије 10. (23.) априла (у Грчкој помен 10. априла по грегоријанском стилу). Мошти почивају у Благовештенској катедрали у Атини.